# Bloody Brotherhood
Pour plus de détails, voir Fiche technique et Distribution.
Bloody Brotherhood (同根生, Tong gen sheng) est un film d'action hongkongais réalisé par Wang Lung-wei (en) et sorti en 1989 à Hong Kong.
Il totalise 5 940 788 HK$ de recettes au box-office.

## Synopsis
Les frères Cheung, Ka-wai (David Lam) et Ka-wah (Andy Lau), ont émigré clandestinement à Hong Kong. Ka-wai est arrêté et extradé en Chine continentale tandis que Ka-wah s'échappe en sautant à la mer et réussit à rejoindre la colonie britannique après avoir été secouru par le bateau de Kin (Irene Wan) et son grand-père.
Après son entrée à Hong Kong, Ka-wah se fait remarquer grâce à son courage et ses capacités à se battre par le chef de la triade Tong Fai (Michael Chan (en)) qui le prend sous son aile. Par la suite, Ka-wah et Tong sont encerclés par le chef de la triade rivale Ma Kok-hoi (Shum Wai) et Tong est emprisonné alors que Wah se réfugie à Taïwan avec Kin qu'il a épousé.
Kok-hoi devient plus tard le principal dirigeant de la triade et trafiquant de drogue et veut étendre son réseau à Taïwan. Il envoie ses hommes de main négocier avec Ka-wah, qui possède maintenant une entreprise de transport, pour coopérer avec eux. Lorsque Ka-wah refuse, Kok-hoi envoie un tueur à Taïwan pour enlever la fille de Ka-wah afin de le forcer à coopérer. Le tueur s'avère être Ka-wai. Alors qu'il enlève sa fille, Ka-wai l'étouffe accidentellement et la tue, ressentant beaucoup de remords pour cela.
Après que Ka-wah ait découvert la mort de sa fille par Kok-hoi, il retourne à Hong Kong et cherche à se venger. Durant son affrontement avec Kok-hoi et ses hommes de main, Fai est tué par Kok-hoi. Plus tard, celui-ci est tué par arme blanche par Ka-wai, qui est à son tour abattu par la police.

## Fiche technique
- Titre : Bloody Brotherhood
- Titre original : 同根生 (Tong gen sheng)
- Réalisation : Wang Lung-wei (en)
- Scénario : Charles Tang
- Photographie : Yu Chik-lim
- Montage : Fong Po-wah
- Musique : Richard Lo et Teddy Robin
- Production : Wong Siu-ming et Yuen Kam-lun
- Société de production : Chun Sing Films
- Société de distribution : Chun Sing Films
- Pays d'origine :  Hong Kong
- Langue originale : cantonais
- Format : couleur
- Genre : action et film de gangsters
- Durée : 95 minutes
- Dates de sortie :
  -  Hong Kong : 7 janvier 1989

## Distribution
- Andy Lau : Cheung Ka-wah
- Irene Wan : Kin
- David Lam : Cheung Ka-wai
- Michael Chan (en) : Tong Fai
- Shum Wai : Ma Kok-hoi
- Ku Feng
- Lung Ming-yan : Lung
- Ken Lo
- Hung San-nam : Chiu
- Wang Hsieh : l'oncle de Kin
- Dick Wei : le tueur de Hoi
- Philip Ko (en)
- Tin Ching : le grand-père de Kin
- Sin Ho-ying : Ho le barbu
- Wan Seung-lam
- Shan Chin-po : Frère Hung
- Tony Tam : un policier
- Lee Sau-kei : le père de Ka-wah et Ka-wai
- Yee Tin-hung
- San Sin
- Cheung Kwok-wah : Pau
- Paul Wong : le membre de la Danse du lion
- Chow Kong
- Cho Wing
- Lau Chun-fai : un policier
- Hau Woon-ling : la mère de Ka-wah et Ka-wai
- Steve Mak
- Yau Kwok-keung
- Ng Kwok-kin
- Yiu Mei-kei
- Choi Kwok-keung
- Ling Chi-hung
- Chun Kwai-po
- Wong Ka-leung
- Ho Chi-moon
- Fan Chin-hung
- Mak Wai-cheung : un policier
- Wong Chi-wah : l'homme qui se bat à la fin du film
- Ridley Tsui
- Ha Kwok-wing
- Chang Sing-kwong
- Chan Yuet-yue
- Chung Wing
- Cheung Ping-chuen
- Lam Chi-tai
- Wong Wai-tong
- Ho Wing-cheung